# Giuliano De Risi
Giuliano De Risi (Roma, 14 giugno 1945) è un giornalista italiano.

## Biografia
Direttore responsabile dal 2005 al novembre 2010 dell'Agenzia Giornalistica Italia (AGI). Da maggio 2014 è  stato nominato Consigliere Speciale incaricato delle Relazioni Internazionali e della Comunicazione in Italia dell'ADA, Académie Diplomatique Africaine - Coalizione Internazionale per lo Sviluppo.  Dal 2011 al 2013 è stato Coordinatore Editoriale di OIL, periodico di cultura energetica del Gruppo Eni. Da novembre 2018 è il curatore del portale dell’enogastronomia di qualità della testata di economia e finanza FIRSTonline.
Approdato in giovane età alla professione giornalistica, è stato redattore al servizio esteri e cultura della «Voce Repubblicana», collaborando poi con importanti testate italiane quali «L'Astrolabio» diretto da Ferruccio Parri, «l'Espresso», «la Fiera Letteraria», «l'Europeo», RAI, «Aut», «Mondo Nuovo», «Cronistoria». È stato direttore di «Lazio, ieri oggi e domani», periodico dell'Istituto di Ricerche Economico Sociali "Placido Martini".
Inoltre è stato capo ufficio stampa del Ministero dei trasporti e del Piano nazionale dei trasporti e consulente del Presidente della Cassa per il Mezzogiorno per l'informazione e le relazioni esterne, consulente del Commissario di Governo dell'Ente EUR, consulente per l'immagine di Capgemini Italia. Ha fatto parte del Comitato Investimenti Esteri nel Mezzogiorno.
Ha collaborato alla realizzazione di indagini come Allarme, siam razzisti?, con l'aiuto delle comunità degli Immigrati in Italia (1994) e Prostituzione, droga, AIDS, un'emergenza dal volto umano (1994), con la collaborazione della Croce Rossa Italiana e Villa Maraini. Come direttore dell'Agenzia Giornalistica Italia ha realizzato Agimondo.Org, primo portale ufficiale della ONG italiane, AgiAfro, portale di notizie sull'Africa dall'Africa, AgiChina24, primo portale di informazioni giornalistiche e assistenza per imprenditori italiani in Cina.
È membro della giuria del Premio Internazionale di Giornalismo Capri-Agnes, ha fatto parte delle giurie dell'Amalfi Media Coast Award, Premio Tevere di Giornalismo, del Premio Scanno Musica.

## Riconoscimenti
- "Il segno del cronista" dall'Associazione Cronisti Romani,  1979[senza fonte]
- Medaglia d'argento con cordone della Repubblica socialista di Cecoslovacchia per una serie di articoli sulla "Primavera Cecoslovacca" di Alexander Dubček.[2]
- Premio Ischia Internazionale di Giornalismo
- Giornalista dell'anno per le agenzie di stampa nel 2008[3]